# Кыргын
Кыргын (каз. Қырғын) — некрополь XIX — начала XX века, расположенный в Каракиянском районе Мангистауской области в 5 км западнее посёлка Старый Жетыбай. Является одним из характерных для данного района Казахстана небольших некрополей, состоит из двадцати надгробных сооружениях, расположенных на площади 8 га. Некрополь состоит из купольного мавзолея, двух саганатамов (саркофагов) и около двадцати малых форм надгробных сооружений в виде койтасов, уштасов, торттасов, бестасов. Название некрополя предположительно связывается с одноимённым названием местности, на которой происходило массовое захоронение местного населения в XIX веке.
В 1982 году некрополь Кыргын был включен в список памятников истории и культуры Казахской ССР республиканского значения и взят под охрану государства.

## Мавзолей
Доминантным сооружением является купольный мавзолей, расположенный в северо-западной части некрополя. Композиция мавзолея организована сочетанием крупного прямоугольного объёма четверика с куполом шатровой формы на цилиндрическом барабане. Сравнительно невысокое трехъярусное навершие установлено на плоский замковый камень цилиндрической формы. Главный фасад входа ориентирован на юго-запад и выделен устройством парапета, ниспадающего на боковых фасадах, композиционно уравновешенных невысокими пирамидками на углах северо-восточного фасада. Прямоугольный вход обрамлён небольшим плоским порталом, перехваченным ниже одноступенчатым цоколем. Прямоугольные высокие ниши, фланкирующие входной проём, повторяются на других фасадах. Экстерьер представляет собой синтез архитектуры и орнаментного декора. Орнамент, органично заполняя плоскости ниш и портала, помогает в выявлении основных членений фасадов. В основе орнаментной композиций — растительные.